# Lioré et Olivier LeO H-440
Le Lioré et Olivier H-440 était un projet d'hydravion à coque militaire français de l'entre-deux-guerres, conçu par le constructeur aéronautique Lioré et Olivier pour répondre à un cahier des charges de la Marine nationale française.